# Marrubium aschersonii
Espèce
Marrubium aschersonii est une espèce de plantes à fleurs de la famille des Lamiaceae endémique de la Tunisie.